# Zeilen op de Olympische Zomerspelen 1928

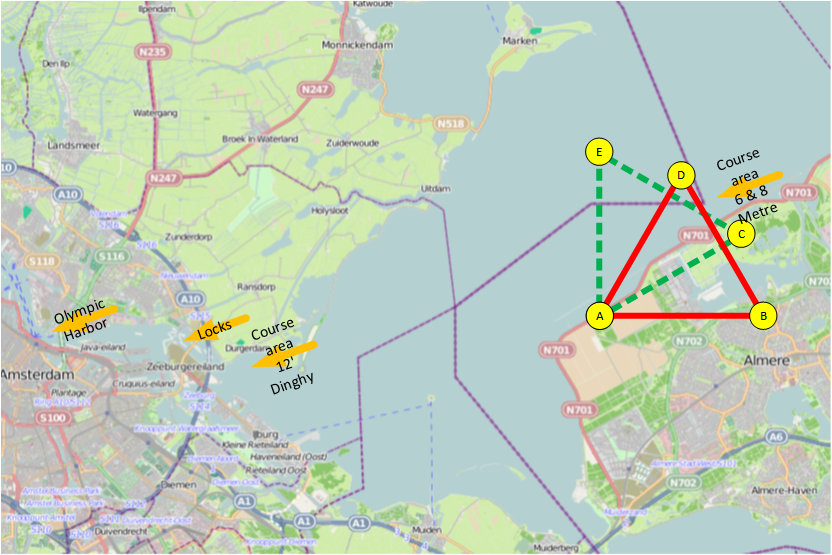
de locatie van de zeilwedstrijden

Zeilen is een van de sporten die beoefend werden tijdens de Olympische Zomerspelen 1928 in Amsterdam. De zeilwedstrijden werden gehouden op de Zuiderzee.
Er werd in drie klassen om de medailles gestreden, er deden twee vrouwen mee. De Franse Virginie Hériot won als derde vrouw een gouden medaille.
Nederland behaalde een zilveren medaille in de 8m-klasse. België behaalde geen medailles bij deze olympische zeilwedstrijden.

## Uitslagen

### 12 voets jol
| rang   | sporter       | land      |
| ------ | ------------- | --------- |
| Goud   | Sven Thorell  | Zweden    |
| Zilver | Henrik Robert | Noorwegen |
| Brons  | Bertel Broman | Finland   |

### 6m klasse
| rang   | sporter                                                                         | land       |
| ------ | ------------------------------------------------------------------------------- | ---------- |
| Goud   | Håkon Bryhn/Johan Anker/Erik Anker/kroonprins Olaf van Noorwegen                | Noorwegen  |
| Zilver | Niels Möller/Peter Schlütter/Vilhelm Vet/Aage Høy-Petersen                      | Denemarken |
| Brons  | William von Wiren/Georg Fählmann/Nicolai Veksin/Eberhard Vogdt/Andreas Fählmann | Estland    |

### 8m klasse
| rang   | sporter | land      |
| ------ | --- | --------- |
| Goud   | André Lesauvage/Virginie Hériot/André Derrien/Donatien Bouché/Jean Lesieur/Carl de la Sablière                     | Frankrijk |
| Zilver | Gerardus de Vries Lentsch/Maarten de Wit/Cornelis van Staveren/Lambertus Doedes/Johannes Hoolwerff/Hendrik Kersken | Nederland |
| Brons  | John Sandblom/Carl Sandblom/Philip Sandblom/Clarence Hammar/Tore Holm/Wilhelm Törsleff                             | Zweden    |

## Medaillespiegel
| rang   | land       | goud | zilver | brons | total |
| ------ | ---------- | ---- | ------ | ----- | ----- |
| 1      | Noorwegen  | 1    | 1      | 0     | 2     |
| 2      | Zweden     | 1    | 0      | 1     | 2     |
| 3      | Frankrijk  | 1    | 0      | 0     | 1     |
| 4      | Denemarken | 0    | 1      | 0     | 1     |
| 4      | Nederland  | 0    | 1      | 0     | 1     |
| 6      | Estland    | 0    | 0      | 1     | 1     |
| 6      | Finland    | 0    | 0      | 1     | 1     |
| totaal | totaal     | 3    | 3      | 3     | 9     |

Athene 1896 · 
Parijs 1900 · 
St. Louis 1904 · 
Londen 1908 · 
Stockholm 1912 · 
Antwerpen 1920 · 
Parijs 1924 · 
Amsterdam 1928 · 
Los Angeles 1932 · 
Berlijn 1936 · 
Londen 1948 · 
Helsinki 1952 · 
Melbourne 1956 · 
Rome 1960 · 
Tokio 1964 · 
Mexico-stad 1968 · 
München 1972 · 
Montréal 1976 · 
Moskou 1980 · 
Los Angeles 1984 · 
Seoel 1988 · 
Barcelona 1992 · 
Atlanta 1996 · 
Sydney 2000 · 
Athene 2004 · 
Peking 2008 · 
Londen 2012 · 
Rio de Janeiro 2016 · 
Tokio 2020 · 
Parijs 2024 · 
Los Angeles 2028

Medaillewinnaars
Atletiek · Boksen · Gewichtheffen · Hockey · Kaatsen (demonstratie) · Korfbal (demonstratie) · Kunstwedstrijden · Lacrosse (demonstratie) · Moderne vijfkamp · Paardensport · Roeien · Schermen · Schoonspringen · Turnen · Voetbal · Waterpolo · Wielersport · Worstelen · Zeilen · Zwemmen